# Clive Sands
Clive Sands, född 13 oktober 1952, är en friidrottare från Bahamas. Han deltog vid olympiska sommarspelen 1976.